# Ландете
Ландете (ісп. Landete) — муніципалітет в Іспанії, у складі автономної спільноти Кастилія-Ла-Манча, у провінції Куенка. Населення — 1376 осіб (2010).
Муніципалітет розташований на відстані близько 210 км на схід від Мадрида, 70 км на схід від Куенки.
На території муніципалітету розташовані такі населені пункти: (дані про населення за 2010 рік)
- Ландете: 1299 осіб
- Мансанеруела: 77 осіб

## Демографія
Динаміка населення (INE ):